# Chaco Austral
El Chaco Austral és una de les tres principals divisions del Gran Chaco en la seva porció meridional. Forma part de les províncies argentines del Chaco, Santiago del Estero, Tucumán, Catamarca, Santa Fe, Salta i Córdoba. La seva extensió és d'aproximadament 270.000 km².

## Límits
Els límits naturals del Chaco Austral van des del riu Bermejo al nord, indicant la separació del Chaco Central; la franja dels rius Paranà i Paraguai indica el límit oriental, sent el riu Paranà el divisor del Chaco Austral i la Mesopotàmia.